# Fibra óptica escura

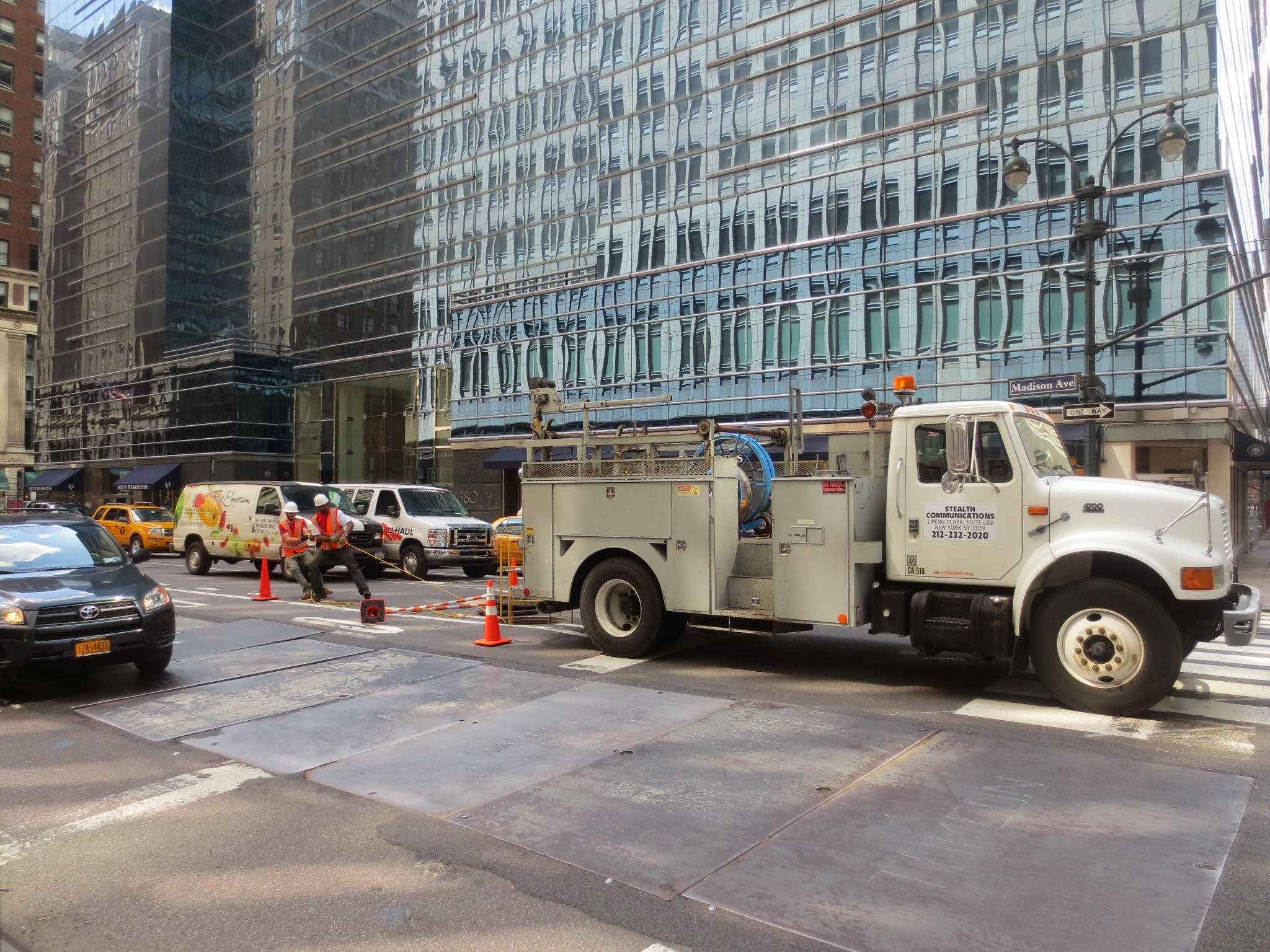
Uma imagem da instalação de fibra ótica

Fibra óptica escura (em inglês Dark Fiber) é uma infra-estrutura de fibra óptica (cabos e conectores) que está instalada nos locais mas não está a ser usada. O termo "dark" significa que a fibra não é iluminada, isto é, não são emitidos quaisquer sinais ópticos. A fibra óptica escura também pode ser designada por Fibra Passiva.O termo fibra escura pode também ser usado para designar fibra que transporta radiação luminosa de uma frequência não visível.

## Características
A fibra óptica escura ganha muita importância nas redes metropolitanas):
- Fornece mais poder de controlo às organização assim como largura de banda "ilimitada", já que existe fibra de reserva para ser utilizada à medida que as necessidades aumentam;
- Isto traduz-se em fortes garantias para as entidades que a irão utilizar como capacidade, velocidade, flexibilidade, segurança e confiança
- Permite maior controle no fornecimento de serviços de telecomunicações dado que têm mais opções de conexões de redes
- A longo prazo, os custos marginais tornam-se mais baixos.

Esta abordagem foi adotada numa altura em que se esperava um crescimento acentuado do uso desta tecnologia (Fibra Óptica). Mas tal não aconteceu tão cedo como esperado e algumas instalações de Fibra Óptica Escura acabaram por fracassar, pois tornaram-se obsoletas.
As fibras ópticas apagadas hoje são oferecidas por carriers de carriers no mundo todo. O termo “fibra apagada”, grosso modo, é tão somente uma infraestrutura em fibra óptica que se encontra instalada e apta para operar. Essa modalidade de infraestrutura é procurada por empresas, operadoras e provedores que possuem alta demanda de tráfego, e desejam utilizar seus próprios equipamentos de transmissão DWDM, Metroethernet, GPON ou SDH.